# Живи хора
„Живи хора“ е български телевизионен игрален филм (психологическа драма) от 1978 година на режисьора Веселина Геринска, по сценарий на Кънчо Атанасов. Оператор е Пламен Вагенщайн. Музиката е на Кирил Дончев. Художник е Боянка Ахрянова.

## Сюжет
Краят на 70-те години на ХХ век в малко балканско село. Възрастните мъже, чиито синове и дъщери отдавна са заминали в града, вечер се събират в кръчмата. Постоянни посетители там са бай Постол - кмет на селото и бивш ятак, останал в селото въпреки възможността за друг живот и бай Ильо, върнал се в родния край след овдовяването, срещнал 53-годишната Велика и намерил в нея смисъл на самотния си живот. Еднообразието в селцето временно отстъпва с пристигането на филмов екип, воден от оператора Дачо - сирак, отгледан от леля си Велика. Задачата им е да заснемат празник за заселването на 19 нови семейства, които ще се настанят в изоставените къщи и ще обработват пустеещите наоколо земи. Пристигат и близки на възрастните хора, идват и задомените деца на Ильо. По време на обяда той им съобщава решението си да се ожени за Велика. Срещнал съпротива, разколебан между бащината обич и тревога за притеснената жена, той решава да постъпи така както диктува сърцето му с думите „живи сме“. Самотната баба Деляна, решила, че ѝ е дошло време да се прости с този свят, приготвя дрехите си за погребение. На сутринта, събудена от пакостливия си козел, започва щастливо да се смее, осъзнала, че още е жива.

## Актьорски състав
| Роля                               | Изпълнител        |
|                                    | В ролите          |
| ---------------------------------- | ----------------- |
| Кърчо                              | Петър Слабаков    |
| Велика, жената на Ильо             | Вера Дикова       |
| Постол, кмет на селото и бивш ятак | Стефан Пейчев     |
|                                    | С участието на    |
|                                    | Панайот Янев      |
| Софка                              | Соня Божкова      |
|                                    | Огнян Спиров      |
|                                    | Йордан Нейчев     |
|                                    | Стоян Енев        |
|                                    | Тома Първанов     |
|                                    | Асен Тошев        |
|                                    | Димитър Йорданов  |
|                                    | Тотка Аламанова   |
|                                    | Илия Божилов      |
|                                    | Светла Добринович |
|                                    | Кирил Симов       |
|                                    | Георги Даскалов   |
|                                    | Никола Добрев     |
|                                    | Добринка Анчева   |
|                                    | Енчо Енчев        |
|                                    | Николина Петкова  |
|                                    | Китка Цонева      |

и др.